# Masaharu Suzuki
Masaharu Suzuki (鈴木 正治, Suzuki Masaharu, Yaizu, 3 augustus 1970) is een Japans voormalig voetballer die als verdediger speelde.

## Carrière
Masaharu Suzuki speelde tussen 1989 en 1998 voor Yokohama Marinos en Nagoya Grampus Eight.

## Japans voetbalelftal
Masaharu Suzuki debuteerde in 1995 in het Japans nationaal elftal en speelde 2 interlands.

## Statistieken
| Japans voetbalelftal | Japans voetbalelftal | Japans voetbalelftal |
| Jaar                 | Wed.                 | Dlp.                 |
| -------------------- | -------------------- | -------------------- |
| 1995                 | 1                    | 0                    |
| 1996                 | 1                    | 0                    |
| Totaal               | 2                    | 0                    |